# 谢百三
谢百三（1948年11月3日—2016年10月2日），男，籍贯不详，中国金融证券专家，复旦大学管理学院财务金融系教授。

## 生平
1948年11月3日生。本科就读于华南师范大学政治系（经济学高校师资班），研究生毕业于北京大学经济系，曾任清华大学经管学院副教授；后一直担任复旦大学管理学院教授，金融与资本市场研究中心主任。
谢百三在中国金融业界以率性、敢言著称，曾发表“不进股市，没有亏损的危险，但会有一辈子贫困的危险”、“房地产不能真打，也不能打死，一旦房地产被打死，中国将面临经济萧条的严峻局面”等言论。
2016年10月2日凌晨2点50分在上海新华医院因鼻咽癌转移去世。

## 出版物
著有《中国市场上的国债、股票、基金和美元》、《十年一个亿》、《谢百三论中国证券市场》、《中国巴菲特》等。